# Ếch Coquí
Ếch Coquí là tên gọi phổ biến chỉ về một số loài ếch nhỏ thuộc chi Eleutherodactylus có nguồn gốc ở Puerto Rico. Chúng được đặt tên theo tên âm thanh từ các cuộc gọi phối hợp rất lớn mà hai con đực phát ra vào ban đêm. Những con ếch này là một trong những loài ếch phổ biến nhất ở Puerto Rico với hơn 16 loài khác nhau được tìm thấy trong lãnh thổ của nó, bao gồm 13 loài ở Rừng Quốc gia El Yunque. Các loài khác thuộc chi này có thể được tìm thấy ở phần còn lại của Caribê và các nơi khác trong Neotropics, ở Trung Mỹ và Nam Mỹ. 

## Các loài
Các loài sau đây được gọi là ếch Coquí:
- Eleutherodactylus antillensis
- Eleutherodactylus brittoni
- Eleutherodactylus cochranae
- Eleutherodactylus cooki
- Eleutherodactylus coqui
- Eleutherodactylus eneidae
- Eleutherodactylus gryllus
- Eleutherodactylus hedricki
- Eleutherodactylus jasperi
- Eleutherodactylus juanariveroi
- Eleutherodactylus karlschmidti
- Eleutherodactylus locustus
- Eleutherodactylus monensis
- Eleutherodactylus portoricensis
- Eleutherodactylus richmondi
- Eleutherodactylus unicolor
- Eleutherodactylus wightmanae